# Любор Нидерле
Любор Нидерле (на чешки: Lubor Niederle) е чешки археолог, антрополог и етнограф, професор. Той е един от основателите на модерната археология в чешките земи.

## Биография
Любор Нидерле е роден на 20 септември 1865 г. в Клатови. Следва в Карловия университет в Прага между 1883 – 1887 г. Изучава класическа археология, след това антропология, социология и етнология. По-късно учи в Мюнхен при Йоханес Ранк през 1889 г. и археология в Париж при Леонс(-Пиер) Мануврие. След това Любор Нидерле обикаля редица славянски страни, изучавайки археологически находки и исторически документи. През 1898 г. става професор на Карловия университет и като такъв опонира на представителя на Музейното училище Йозеф Ладислав Пич. Между 1907 – 1908 г. е декан във факултета по Философия в Карловския университет, до 1909 г. е заместник-декан, а между 1927 – 1928 г. е негов ректор. През 1919 година указва помощ при създаването на Държавния археологически институт, днес Институт по Археология в Чехия.
Любор Нидерле публикува редица статии за етнографията и археологията на славяните и редактира редица списания по въпроса. Още през 1902 г. започва издаването на „Славянски старини“ (Slovanské starožitnosti), в което публикува етнографска и езикова карта на Славянския свят. Подпомага дейността на Славянския институт в Прага, чийто директор е в периода 1928 – 1931 г.
Сред най-познатите му трудове са „Ръчна книга по Чешка археология“ от 1910 г., съвместно с Карел Бучтела. А също и единадесетте издания на „Славянски старини“, издавани между 1902 – 1934 г. С нея изчерпателно изследва произхода и праисторията на славяните, като така продължава работата на Павел Шафарик.
Любор Нидерле умира на 14 юни 1944 г. в Прага.

## Памет
В гр. Варна има улица на негово име.